# フリーウェイ (ラッパー)
フリーウェイ（Freeway）の芸名で知られているレスリー・エドワード・プリジェン（Leslie Edward Pridgen、1978年8月6日 - ）は、アメリカ合衆国のヒップホップを専門とするラッパーである。ペンシルベニア州フィラデルフィア出身。
2000年にジェイ・Zの5枚目のアルバム『ザ・ダイナスティ・ロッカ・ラ・ファミリア』に参加して初めて広く知られるようになった。翌年、フィラデルフィアを拠点とするヒップホップ集団、ステイト・プロパティのメンバーとしてロッカフェラ・レコードと契約。その後、フリーウェイはロッカフェラとソロ・アーティストとして契約して、デビュー・アルバム『フィラデルフィア・フリーウェイ』（2003年）の制作を開始した。リリース後、アルバムは発売初週に132,000枚を売り上げ、Billboard 200で5位まで上昇した。

## ディスコグラフィ

### スタジオ・アルバム
- 『フィラデルフィア・フリーウェイ』 - Philadelphia Freeway (2003年)
- 『フリー・アット・ラスト』 - Free at Last (2007年)
- Philadelphia Freeway 2 (2009年)
- The Stimulus Package ※with ジェイク・ワン
- The Roc Boys (2010年) ※with ビーニー・シーゲル
- 『ダイアモンド・イン・ザ・ラフ』 - Diamond in the Ruff (2012年)
- Highway Robbery (2014年) ※with ザ・ジャッカ
- 『フリー・ウィル』 - Free Will (2016年)
- Think Free (2018年)
- The Stimulus Package 2 (2024年) ※with ジェイク・ワン

### ステイト・プロパティ
- State Property OST (2002年)
- The Chain Gang Vol. 2 (2003年)